# Aliye Coşar
Aliye Coşar (ur. 22 grudnia 1976 w Gelendoście) – turecka prawniczka i polityk, od 2023 deputowana do Wielkiego Zgromadzenia Narodowego.

## Życiorys
Jest córką Süleymana Coşara, burmistrza Gelendostu w latach 1973–1977. W 2003 ukończyła studia na Wydziale Prawa Uniwersytetu Wschodniośródziemnomorskiego, tytuł magistra uzyskała na Katedrze Prawa Prywatnego Wydziału Nauk Społecznych Uniwersytetu Akdeniz. Pracowała jako adwokatka. W 2012 wstąpiła do Republikańskiej Partii Ludowej, w latach 2015–2023 była przewodniczącą oddziału partii w Manavgacie. W 2023 wybrana do Wielkiego Zgromadzenia Narodowego 28. kadencji z okręgu Antalya.